# Исмаилизам
Исмаилизам је исламска деноминација која припада шиитској грани ислама. Ова класификација, међутим, може бити нетачна.  Шиитске карактеристике исмаилита не чине њихов суштински елемент. Њихова суштинска карактеристика је пре метафизика исмаилизма. Секта је нека врста манифестације унутар ислама иранског верског система. Ислам им даје облик и речник, али централна идеја исмаилизма је много старија. Исмаилизам је исламска паралела гностицизму (алтернативни дуалистички облик хришћанства) и повезан је са хеленистичким паганским гностицизмом и манихејством.

## Историјски развој
Историјски гледано, исмаилизам је почео као грана онога што ће се касније искристалисати као дуодецимални шиизам. Међутим, дуодецимални шиизам је могуће посматрати и као неку врсту исмаилизма, односно као резултат спајања политичког шиизма, који је тражио некога ко ће се залагати за политичку правду док је још био из лозе потомака Алије. Постоји значајна разлика између дуодецималне шиитске и исмаилитске идеје имама, што одражава њихове различите теолошке ставове, док је сунити, наравно, уопште не прихватају. За њих се та реч односи само на вођу у молитви.
Прва династија у исламу, Омејади, наишла је на политички отпор оних којима је омејадска политика арапске превласти била неподношљива. Снаге отпора често су своје вођство тражиле у потомцима Алије и Фатиме. Због тога је Џафар ас-Садик отворено виђен као најпогоднији вођа отпора, како због своје политичке тако и због верске природе. За шиите је Џафер био шести имам, а шести носилац духовне и верске власти коју је наследио од Алије. Међутим, Џафер је био научник који није показивао личну склоност да предводи покрет. Његов најстарији син Исмаил требало је да наследи Џаферов ауторитет да није умро пре свог оца. У овом тренутку, већина шиита је прво погледала Абдулаха, Џафаровог другог сина, а када је и он умро, скренули су поглед на свог трећег сина, Мусу ал-Казима, као легитимног наследника. Исмаилови сљедбеници заступали су мишљење да би следећи имам требао да буде Исмаилов син.
Ови Исмаилови следбеници су названи себијама (седми шиитски имам) јер су објавили да је Исмаил седми имам и да је са бројем седам циклус сада завршен, најављујући тако нови почетак и свежију доктрину.
Данашњи Исмаилити се углавном налазе у Индији и Пакистану са мањим групама у Јемену, Сирији, централној Азији и Ирану .